# Andy Visser
Andy Visser (Dieren, 22 september 2004) is een Nederlands voetballer die doorgaans speelt als aanvaller. Hij komt uit voor Vitesse.

## Clubcarrière
Visser speelde tot zijn 18e bij amateurclubs VV Dieren en MASV, respectievelijk voor de eerste elftallen in de derde klasse en eerste klasse. Hij werd gescout door Vitesse en voegde zich eerst bij het belofte-elftal van de club. Visser mocht in het bekertoernooi zijn debuut maken, op 30 december 2023 tegen Heerenveen. Hij viel in de 81e minuut in voor Marco van Ginkel. De wedstrijd werd met 1-0 gewonnen door een doelpunt van Amine Boutrah. Visser speelde nog 10 wedstrijden voor Vitesse in het seizoen 2023/24, alvorens de club degradeerde naar de Eerste divisie. Op 8 augustus 2024 tekende Visser zijn eerste profcontract en werd officieel onderdeel van het eerste team. Op 25 augustus 2024 maakte Visser zijn eerste doelpunt voor het eerste elftal, tegen Excelsior. Op aangeven van Miliano Jonathans maakte hij de openingstreffer. De wedstrijd eindigde uiteindelijk in 1-1 door een late gelijkmaker van Richie Omorowa.

## Statistieken
| Seizoen | Club    | Competitie     | Competitie | Competitie | Beker | Beker | Overig | Overig | Totaal | Totaal |
| Seizoen | Club    | Competitie     | Wed.       | Dlp.       | Wed.  | Dlp.  | Dlp.   | Dlp.   | Wed.   | Dlp.   |
| ------- | ------- | -------------- | ---------- | ---------- | ----- | ----- | ------ | ------ | ------ | ------ |
| 2023/24 | Vitesse | Eerste divisie | 9          | 0          | 2     | 0     | 0      | 0      | 11     | 0      |
| 2024/25 | Vitesse | Eerste divisie | 30         | 4          | 1     | 0     | 0      | 0      | 31     | 4      |
| Totaal  |         |                | 39         | 4          | 3     | 0     | 0      | 0      | 42     | 4      |

Bijgewerkt op 18 juni 2025.